# Allium longispathum
Allium longispathum är en amaryllisväxtart som beskrevs av François Delaroche. Allium longispathum ingår i släktet lökar, och familjen amaryllisväxter. Inga underarter finns listade i Catalogue of Life.